# 山岡国吉
山岡 国吉（やまおか くにきち、1856年10月1日（安政3年9月3日） - 1930年（昭和5年）12月17日）は、日本の政治家、衆議院議員（1期）。

## 経歴
鹿児島県出身。長崎師範学校卒。小学校校長となり、のち弁護士となる。鹿児島市会議員、同議長、鹿児島商業会議所特別議員、鹿児島弁護士会長を歴任する。鹿児島新聞、豊薩金山(株)、万瀬水力電気(株)各社長、曽木電気(株)取締役、枕崎製氷、山川製氷各(株)監査役を務めた。
1908年の第10回衆議院議員総選挙において鹿児島市選挙区から立憲政友会公認で立候補して当選した。衆議院議員を1期務め、1912年の第11回衆議院議員総選挙には出馬しなかった。1930年に死去した。